# Franz Friedrich Ernst Brünnow
Pour les articles homonymes, voir Brünnow.
Franz Friedrich Ernst Brünnow, né le 18 novembre 1821 à Berlin et mort le 20 août 1891 à Heidelberg, est un astronome allemand.

## Biographie
Fils de Johann Brünnow et de sa première épouse Wilhelmine Weppler, il étudie les mathématiques, la physique et l'astronomie à l'université de Berlin et obtient son doctorat en 1843 avec la thèse intitulée De attractione moleculari. Il travaille ensuite pour Johann Encke à l'observatoire de Berlin puis, en 1847, est nommé directeur de l'observatoire de Bilk (aujourd'hui un quartier de Düsseldorf). En 1851, il revient à l'observatoire de Berlin.
En 1854, Brünnow se rend à Ann Arbor dans le Michigan aux États-Unis, où il devient directeur du Detroit Observatory (en), le nouvel observatoire qui doit se construire. À Ann Arbor et plus tard à Albany (New York) où il est employé comme directeur adjoint de l'observatoire Dudley de 1859 à 1860, il publie une revue astronomique, les Astronomical Notices.
Il épouse Rebecca Lloyd, née Tappan, fille du président de l'université Ann Arbor, Henry Philip Tappan, en 1857. Leur fils unique est l'orientaliste Rudolf Ernst Brünnow.
Il retourne en Europe en 1863 et devient en 1866 comme astronome royal pour l'Irlande, directeur de l'observatoire et professeur d'astronomie au Trinity College de Dublin.
En 1874, il se retire dans la vie privée et meurt le 20 août 1891 à Heidelberg. Sa pierre tombale se trouve encore au Heidelberger Bergfriedhof.
L'astéroïde (6807) Brünnow a été nommé en son honneur en 1996.